# Trachusa formosana
Trachusa formosana är en biart som först beskrevs av Heinrich Friese 1917.  Trachusa formosana ingår i släktet hartsbin, och familjen buksamlarbin. Inga underarter finns listade i Catalogue of Life.